# 安愚楽牧場
株式会社安愚楽牧場（あぐらぼくじょう）は、栃木県那須塩原市に本社をおいていた和牛預託商法に関する畜産会社。2011年12月、東京地裁が破産手続開始を決定し、その後破産手続が終結した。

## 概要
安愚楽牧場の和牛預託商法はバブル経済バブル期辺りにおいては利益追求の意味合いは薄く、寧ろ社会的投資の意味合いの強い事業であった。ところがバブル崩壊による金利低下、株価下落の影響から和牛が相対的に手堅い商品となり、安愚楽牧場も事業拡大に乗り出した。
「繁殖母牛に出資すれば毎年生まれる子牛の売却代金で多額のリターンが望める」という触れ込みで、出資者から金を集めるオーナー制度の最大手。栃木県、北海道、宮崎県などで38ヶ所の直営牧場を運営し、黒毛和牛をはじめとする肉牛13万3,386頭（預託農家346戸分を含む）を飼育していた。
商号は明治初期に「胡坐鍋」とよばれた牛鍋をたのしむ庶民の姿を描いた仮名垣魯文による小説『安愚楽鍋』からとられている。
- 飼育頭数=13万3,386頭（2011年（平成23年）10月15日時点）
- 負債総額=4,330億8,300万円（2011年（平成23年）8月9日民事再生法適用申立時点）
- 純資産=債務超過3,850億円（2011年（平成23年）7月末決算数字）
- 黒毛和牛委託オーナー被害者数=7万3,356人
- 黒毛和牛委託オーナー被害総額=4,207億6,700万円

## 沿革
- 1979年（昭和54年） - 栃木県那須町で地元農家の協力を得て牛1頭から開業。
- 1981年（昭和56年） - 有限会社安愚楽共済牧場を畜産農家5人の共同出資で設立。
- 1982年（昭和57年） - 農業生産法人資格取得。
- 1987年（昭和62年） - 那須地区以外では初の直営牧場となる遠野牧場開設。
- 1988年（昭和63年） - 北海道地区では初の直営牧場となる音更牧場開設。
- 1991年（平成3年） - 北海道地区で直営牧場の足寄牧場開設。
- 1993年（平成5年） - 宮崎地区で牧場開設
- 1994年（平成6年） - 直営牧場の青森牧場、津別牧場開設。
- 1995年（平成7年） - 東京支店開設
- 1997年（平成9年） - 児湯牧場開設。
- 1998年（平成10年） - 名古屋支店、胆振牧場開設
- 2001年（平成13年） - 食肉部設立、食肉および食肉加工品の製造を始める。
- 2002年（平成14年） - 久住牧場開設
- 2003年（平成15年） - 浦幌牧場、沢田牧場、和歌山牧場開設
- 2004年（平成16年） - 飼育頭数10万頭突破、山香第1牧場開設
- 2005年（平成17年） - 矢岳牧場開設
- 2006年（平成18年） - 藤沢牧場開設
- 2007年（平成19年） - 天塩牧場開設
- 2008年（平成20年） - 白老牧場、千厩牧場、鹿児島第2牧場開設
- 2009年（平成21年）4月 - 株式会社安愚楽牧場に商号変更、標茶牧場開設
- 2011年（平成23年）
  - 8月1日 - 弁護士である代理人が、債権債務の調査を受任した旨を通知[2]。
  - 8月9日 - 東京地方裁判所に民事再生法の適用を申立て[3][4]。負債総額は2011年（平成23年）7月末時点で約4,330億8,300万円[5]。
  - 9月6日 - 東京地方裁判所が民事再生手続開始決定。
  - 11月8日 - 東京地方裁判所が、再生計画案作成の見込みがないとして、民事再生手続の廃止と保全管理人による管理を命ずる決定[6]。
  - 11月30日 - 消費者庁が「繁殖牛の数がオーナーの契約頭数に不足していた」点が不当景品類及び不当表示防止法（景品表示法）に抵触したとして、同法6条に基づく措置命令（違反事実公開を命じる）[7]
  - 12月9日 - 東京地方裁判所が破産手続き開始を決定し、渡辺顕弁護士を破産管財人に選任した[8]。
  - 12月21日 - 会社代表者の三ヶ尻久美子についても、東京地方裁判所が破産手続開始決定。
- 2012年（平成24年）
  - 3月28日 - 子会社の有限会社安愚楽宮崎（宮崎県児湯郡高鍋町）について、東京地方裁判所が破産手続開始決定[9]。
  - 5月2日 - リゾートホテル等運営子会社の有限会社安愚楽の里（栃木県那須郡那須町）について、東京地方裁判所が破産手続開始決定[10]。
- 2013年（平成25年）
  - 12月2日 - 破産管財人から債権者へ最終配当の振込みが行われた。最終配当率は5.0267%だった[11]。
- 2014年（平成26年）
  - 3月12日 - 最後の債権者集会が行われた[12]。同日17時を以て、東京地方裁判所の破産手続き結了。

## 主な牧場
- 那須 - 栃木県那須郡那須町に、同社発祥の地である那須第1牧場、本社やホテル・食堂を併設した那須第2牧場、那須第3から第5牧場がある。
- 遠野牧場 - 岩手県遠野市附馬牛町下附馬牛第九地割135、1987年（昭和62年）に市からの誘致により、直営牧場としては初めて県外に進出した。種雄牛センターを併設する。
- 藤沢牧場 - 岩手県一関市藤沢町黄海字真堀458の国営開発農地に2006年（平成18年）完成。敷地面積約26ha 飼養頭数約1万頭 従業員74人
- 小梨牧場 - 岩手県一関市千厩町小梨の旧工場跡地に2008年（平成20年）開設。飼養頭数約3,000頭 従業員20人
- 青森牧場 - 青森県上北郡六戸町
- 胆振牧場 - 北海道勇払郡厚真町字鹿沼670-1にあり、同社最大の2,800,000m2を有する。
- 白老牧場 - 北海道白老郡白老町字竹浦344-54にあり、 敷地面積約60ha 飼養頭数約1万頭
- 天塩牧場 - 北海道天塩郡天塩町にあり、飼養頭数約3,000頭 従業員22人
- 音更牧場 - 北海道河東郡音更町中音更基線56
- 足寄牧場 - 北海道足寄郡足寄町茂喜登牛580
- 和歌山牧場 - 和歌山県日高郡日高川町小釜本 敷地面積は約1万9,800m2 飼養頭数約630頭 従業員9人
- 久住牧場 - 大分県竹田市久住町大字久住4054 飼養頭数約2,000頭
- 矢岳牧場 - 熊本県人吉市矢岳町字大平3183
- 小林牧場 - 宮崎県小林市大字細野5740-520
- 児湯 - 宮崎県児湯郡川南町・高鍋町・新富町・木城町と西都市にまたがり、13箇所の牧場を有する。
- 八重山牧場 - 沖縄県石垣市字伊原間パンナ18-1
- 預託農家346戸 - 北海道の136戸計約2万7,200頭、九州（沖縄県を除く）121戸計約2万7,700頭、東北51戸計約7,500頭

## 経営

### 決算の問題点
オーナーからの入金は本来借入金若しくはそれに順ずるものとして負債に計上すべきものを全て会社の売上に計上。満期で解約して出資金を償還するときは仕入で計上しているため、オーナーの再売買請求権の金額が貸借対照表などの帳簿に全く計上されておらず、オーナーに対する債務総額が正確に把握されていなかった。
決算は公認会計士による監査を受けておらず、税理士のみがチェックしたものを公表していた。
また、売上のうち肉牛出荷（出荷牛売上）などの本当の売上は近年は5年連続で減少して、年間160～240億円前後に留まったのに対して、本来は投資や借入に当たるオーナー向けの売上（飼育牛売上）は5年連続で増加するなど、通常の畜産事業としては矛盾した営業成績であり、事実上破綻状態にあった。つまり会社側により公表されていた決算数字はでたらめなものであった。
| 年度     | 売上     | 出荷牛売上 | 飼育牛売上 |
| -------- | -------- | ---------- | ---------- |
| 2006年度 | 661億円  | 237億円    | 412億円    |
| 2007年度 | 723億円  | 234億円    | 481億円    |
| 2008年度 | 713億円  | 210億円    | 495億円    |
| 2009年度 | 785億円  | 171億円    | 604億円    |
| 2010年度 | 1027億円 | 160億円    | 756億円    |

### 自転車操業
監査法人が破綻後に2002年（平成14年）4月 - 2011年（平成23年）3月の収支（9年分）を調査した結果を発表している（2011年（平成23年）12月30日付け朝日新聞朝刊23面「契約金の9割、解約・配当に｣参照）。
「オーナーへの配当（子牛代）」1,505億円だけで本来の畜産事業売上額である「肥育牛出荷など｣2,132億円の75%近くに達しており、事業収益からの配当でなかったことは明白である。結局はオーナーへの支払額合計5,407億円は、オーナーからの契約金収入6,164億円から回されていたことになり、典型的な自転車操業という状態であったことが明らかになった。
収入
| 種目             | 金額      |
| ---------------- | --------- |
| オーナーの契約金 | 6,164億円 |
| 肥育牛出荷など   | 2,132億円 |
| 助成金など       | 112億円   |

支出
| 種目                     | 金額      |
| ------------------------ | --------- |
| 解約金（満期払戻を含む） | 3,902億円 |
| 配当（子牛代）           | 1,505億円 |
| オーナー向け支払合計     | 5,407億円 |

| 種目             | 金額      |
| ---------------- | --------- |
| オーナー牛肥育費 | 112億円   |
| 設備投資         | 152億円   |
| 自社牛肥育費     | 671億円   |
| 営業費・本部費   | 272億円   |
| 投融資           | 35億円    |
| 事業経費合計     | 1,242億円 |

### 技術力・マネジメント力の問題点
安愚楽牧場はコストダウン意識が薄く、スケールメリットによるコストダウンが全くなかった。牛の飼育頭数が増えても予算を計上する段階で飼育単価を変えなかったと伝わり、「単なる牛飼いでマネージメント感覚がずれている」と内部から嘆く声があった。
偶に思いついた合理化手段を実現するために設備を購入してもそれが長続きせず元の体制に戻ったことも多かった。母牛の更新頻度も低く、仔牛の死亡率も高かった。そうしたことから、業界では安愚楽牧場の技術力を疑問視する声もあった。

### 牛肉の質の問題
安愚楽牧場の牛肉はその品質の悪さから次第に逆ブランドのレッテルを背負うに至り、市場でも標準的な畜産業者よりも数%程度安く買い叩かれる有様となった。その品質の悪さから「とても和牛預託商法で配当を続けられる会社の肉ではない」と同業者に散々に酷評されていた。仔牛もせいぜい40万円が相場のものを50万円から60万円で購入するなど経費の無駄遣いが目立ち、結果的に「高くて質が悪い牛肉」を生産してしまうという問題を孕んだ。
外食部門も設立したが、部門で経営していたレストランがその原価の高さと質の悪さから安愚楽牧場の牛肉の使用を拒否する事態が起こった。

### その他
1990年代からゴルフ場やスキーリゾート、ホテルや美術館など本業と関係の無い事業に参入し、和牛預託商法のために集めた資金である200億円を投資しながらもそれらの失敗により会社の経営が悪化した。

## オーナー制度
特定商品等の預託等取引契約に関する法律（特定商品預託法、2021年に預託等取引に関する法律（預託法）に改題）に基づいたシステムで、オーナーは同社に売買・飼養委託契約金を払い込み、繁殖母牛の飼養委託契約を締結する。契約期間中に子牛が生まれた場合には、飼養管理費を差し引いた買い取り代金が支払われる。和牛預託商法と呼ばれるものの一種である。
従来は1996年（平成8年） - 1997年（平成9年）が和牛預託商法の事件被害のピークとされ、「特定商品預託法（昭和六十一年法律第六十二号）」の特定商品に家畜が追加され規制されることになったが、2011年（平成23年）8月9日の当社の破綻で、被害者数7万3,356人被害総額4,207億6,700万円という最大の事件被害が発生し、改めてこのオーナー制度が問題となった。
【黒毛和牛委託オーナー制度コースの例】
| コース名                                     | 年度       | 売買・飼養委託契約金（円） | 契約期間（年） | 持分（頭） | 利益金（円） |
| -------------------------------------------- | ---------- | -------------------------- | -------------- | ---------- | ------------ |
| 飛鳥IIクルーズコース/クルーズ&那須牧場コース | 平成21年度 | 2,000,000                  | 3              | 1          | 20,000‐      |
| アンコール・ワットコース                     | 平成22年度 | 2,000,000                  | 3              | 1/2        | 20,000‐      |
| 富良野コース                                 | 平成23年度 | 2,000,000                  | 3              | 1/2        | 20,000‐      |
| まきば丑コース                               | 平成21年度 | 1,000,000                  | 1              | 1/2        | 38,000‐      |
| まきば丑2010                                 | 平成22年度 | 1,000,000                  | 1              | 1/4        | 38,000‐      |
| まきば丑2011                                 | 平成23年度 | 1,000,000                  | 1              | 1/4        | 48,000‐      |
| まきば若葉2009                               | 平成21年度 | 300,000                    | 2              | 1/5        | 9,000‐       |
| まきば若葉2010                               | 平成22年度 | 300,000                    | 2              | 1/10       | 9,000‐       |
| まきば若葉2011                               | 平成23年度 | 300,000                    | 2              | 1/10       | 17,000‐      |
| 新まきば2009                                 | 平成21年度 | 500,000                    | 3              | 1/4        | 17,000‐      |
| 新まきば2010                                 | 平成22年度 | 500,000                    | 3              | 1/8        | 17,000‐      |
| 新まきば2011                                 | 平成23年度 | 500,000                    | 3              | 1/8        | 17,000‐      |
| サマーチャンス2009                           | 平成21年度 | 500,000                    | 3              | 1/4        | 20,000‐      |
| まきば満了2010                               | 平成22年度 | 500,000                    | 3              | 1/8        | 20,000‐      |
| まきば満了2011                               | 平成23年度 | 500,000                    | 3              | 1/8        | 23,000       |

### 経営破綻
2011年（平成23年）8月9日、東京地裁に民事再生法の適用を申請し、事実上経営破綻した。
経営悪化の要因として、東京電力福島第一原発事故による契約解除の増加や和牛の価格下落を挙げているが、実際には従来から行って来た出資金の一部を配当に回す自転車操業が原発事故後の解約増加（約5,000件60～70億位）で資金繰りがつかなくなったことが要因である。
東電の過失割合は大きいとして、東電に損害賠償を請求する考えを示した。
同社の地裁への申立内容では負債は4,330億円。
これまで発表してきた決算では毎年黒字を計上していたが、実際には1991年（平成3年）以降牛肉自由化の影響で一頭当たりの利益は赤字へと転落しており、出資者の弁済率も1%以下に留まるとしている。
【債権の種類別内訳】 
| 種類                     | 件数       | 合計債権額       | 保有牛      |
| ------------------------ | ---------- | ---------------- | ----------- |
| 優先債権                 | 729件      | 9億8,300万円     |             |
| 金融債権                 | 3件        | 52億2,500万円    |             |
| リース債権               | 15件       | 1億1,300万円     |             |
| 一般債権                 | 695件      | 59億9,300万円    |             |
| オーナー債権             | 7万3,356件 | 4,207億6,700万円 | 10万6,343頭 |
| ・うちオーナー           | 3万5,491件 | 3,196億円        |             |
| ・うちオーナー＜まきば＞ | 3万5,199件 | 914億8,600万円   |             |
| ・うち中途解約者         | 2,666件    | 96億8,100万円    |             |
| 合計                     | 7万4,798件 | 4,330億8,300万円 |             |

- 都道府県別の債権者数

1. 東京都：1万1,740人（16.0%）債権総額744億7,900万円
2. 神奈川県：9,103人（12.4%）
3. 埼玉県：6,341人（8.6%）
4. 千葉県：5,220人
5. 愛知県：4,726人
6. 大阪府：4,180人
7. 兵庫県：3,141人
8. 茨城県：2,044人
9. 栃木県：2,040人
10. 北海道：1,892人

- 関東地区合計3万8,636人 債権総額2,283億8,100万円

#### 被害対策弁護団
全国安愚楽牧場被害対策弁護団が紀藤正樹弁護士を団長に結成された。
弁護団は、旧経営陣による経営の続行や、資産・経営状況の不透明さなどから、旧経営陣主導による民事再生を問題視し、債権者5,027人から依頼を受け、管財人が主導する管理命令の申立てをし、民事再生手続の廃止と保全管理人による管理を命ずる東京地方裁判所の決定がされた。

### オーナー制度の記事・広告
電通を代理店として黒毛和牛委託オーナー制度の広告を積極的に展開していた。
- 雑誌記事
  - あるじゃん 「【投資商品の上手な選び方】 黒毛和種牛委託オーナー制度もおすすめ」
  - 「サンデー毎日」1990年7月22日号 「モーモー牛さんも財テクの対象に」（筆者は海江田万里。詳細は海江田万里#安愚楽牧場関連を参照）
  - 「SAPIO」1990年8月23日号 「10%配当に加えて新巻き鮭1尾！なかなか捨てがたい『和牛オーナーシステム』」（筆者は海江田）
  - 「女性セブン」92年7月2日号 「貯金より有利な和牛オーナー制度のうまみ点検！ 2年で年利6%、4年で9%にプラスαもある」（筆者は海江田)
- サイト記事
  - あるじゃん 「【投資商品の上手な選び方】 黒毛和種牛委託オーナー制度もおすすめ
  - All About（オールアバウト） 「安愚楽牧場、資産運用、黒毛和牛…2年間で合計18,000円の利益金」
    - ガイド：増田 美枝 株式会社安愚楽牧場　まきば営業部所属。
- サイトキャンペーン
  - 楽天　「【安愚楽牧場】黒毛和種牛委託オーナーを始めよう！楽天限定キャンペーン」
  - Gポイント 「安愚楽牧場 新規契約金払い込みで、Gポイントをプレゼント！」
- 雑誌広告
  - レタスクラブ 、ダイヤモンドザイ、週刊ダイヤモンド、日経トレンディ

### 繁殖牛不足問題
繁殖牛のオーナー制度として預託の募集を行っていたにも拘らず、遅くとも2007年（平成19年）3月には対象となる繁殖牛の全頭数が預託額から算出されるオーナー牛の数を大幅に下回っていたことが、2011年（平成23年）11月30日付けの消費者庁の命令で判明した。
| 時期      | オーナー牛 | 繁殖牛総数 | 充足率 |
| --------- | ---------- | ---------- | ------ |
| 2007年3月 | 92,023     | 51,428     | 55.9%  |
| 2008年3月 | 97,249     | 60,760     | 62.5%  |
| 2009年3月 | 91,249     | 63,380     | 69.5%  |
| 2010年3月 | 100,622    | 69,970     | 69.5%  |
| 2011年3月 | 97,986     | 65,572     | 66.9%  |

なお、子牛の生産も順調に行っておらず、2011年3月期で子牛生産数はわずか2万7,000頭と実際にいる繁殖牛の数の半分以下で、オーナー牛の数から見れば30%以下に留まっており、繁殖牛が毎年生む子牛を買い取り、その分が配当となるという広告の内容と大きく乖離していた。

### 飼養頭数
2011年（平成23年）10月15日時点の牛の飼養頭数は下記の通りである。
| 種類   | オス   | メス   | 合計    |
| ------ | ------ | ------ | ------- |
| 繁殖牛 | 0      | 66,720 | 66,720  |
| 肥育牛 | 16,191 | 19,974 | 36,165  |
| 子 牛  | 17,228 | 13,228 | 30,456  |
| 種 牛  | 45     | 0      | 45      |
| 合計   | 33,464 | 99,922 | 133,386 |

- 上記のうちオーナー牛は10万9,612頭（会社所有牛2万3,774頭）

### 二次被害
- 同社の和牛オーナー制度で資産運用をしていた顧客の一部に対し、「債権を買い取る」などの虚偽の内容の電話が相次いでかかってきていることが明らかとなり、警察当局は、振り込め詐欺の疑いがあると判断し捜査を開始している。被害対策弁護団に対しては約300件の電話相談が寄せられており、うち数件は実際に現金を支払ってしまっている模様である。

## 政治的関わり
自民党の西川公也に2006～10年で計125万円の献金をしていた。また、西川の秘書を務める長男が安愚楽牧場の顧問を務めていた。また、社長の三ケ尻久美子が陳情のため西川を訪れていたとされる。
後に民主党の衆院議員を務める海江田万里は、衆議院議員に当選する前の1993年までに、経済評論家として複数の雑誌、書籍などで安愚楽牧場の和牛オーナー制度を紹介した。全国安愚楽牧場被害対策弁護団は、公式ホームページで海江田はかつて以下のような記述をして投資を強く推奨し、リスクがないことを強調していたと主張した。
- 「13.3%の高利回りは驚異的だ」「元金確実で、しかも年13.3%と考えれば、他の金融商品はまっ青!」[16]
- 「和牛の死亡率は0.4%と低く、また万一そのような事態があっても代わりの牛が提供されるので、契約どおりの利益は保証されます」[17]
- 「知る人ぞ知るといった高利回りの利殖商品」「むろん元本は保証付き」[18]
- 「利益は申し込みをした時点で確定していますから、リスクもありません」[19]

また、著作物の中で海江田は、安愚楽牧場への投資のための申し込み電話番号も記述をしており、被害者の中にはそれを見て申し込んだ人もいたという。
海江田は2012年12月25日の民主党新代表就任記者会見で「20数年前のことで、私も自分の金を出しており、時期がきて終わったことだ」と説明している。また、海江田は「（記事を）執筆した時期とその後の日本の経済は全く異なっており、評論の効力はなくなったと考えている。損害賠償責任を負うものではない」という談話を発表したが、弁護団長である紀藤正樹は「海江田氏は経済の専門家として記事を書いた点で責任は重い」として批判した。
2013年2月18日、この件について、11都県に住む40代から70代の男女30人が、「投資の専門家として知名度と影響力があったのに、危険性の調査や説明を怠り、宣伝マンの役割を果たした」として、計約6億1,000万円の賠償を求めて東京地裁に正式に民事提訴をしたが、2016年9月9日の判決では「海江田が記事を執筆した時点では安愚楽牧場の和牛は破綻必至の投資対象ではなく、海江田と安愚楽牧場間に緊密な関係はなかった」として請求は棄却された。

## 組織とその問題点
畜産事業を行う会社と称しているが、営業部はオーナー制度の営業を行う「オーナー営業部」と「まきば営業部」しかなく、和牛やその肉などの畜産品・畜産加工品を営業する部門がないため、肉牛の出荷は各地の畜産市場を経由しての出荷となり、畜産事業の売上を伸ばす営業活動が行われていなかった。
- 営業部
  - オーナー営業部（25名）
    - 東京支店：東京都中央区日本橋3-5-13
    - 大阪支店：大阪市淀川区西中島6-9-27
    - 名古屋支店:名古屋市中区丸の内2-14-4 エグゼ丸の内ビル5F

  - まきば営業部（10名）
- 畜産本部（600名）
  - 東日本支店
    - 那須本社牧場、那須第1牧場、那須第3牧場、那須第4牧場、那須第5牧場
    - 遠野牧場、青森牧場、沢田牧場、藤沢牧場、千厩牧場、和歌山牧場

  - 北海道支店
    - 音更牧場、足寄牧場、津別牧場、胆振牧場、浦幌牧場、天塩牧場、白老牧場、標茶牧場

  - 九州支店
    - 久住牧場、山香第1牧場、矢岳牧場、小牧牧場／コスモス牧場、野尻湖牧場、児湯第1牧場、児湯第2牧場、児湯第3牧場、児湯第4牧場、児湯第5牧場、児湯第6牧場、児湯第7牧場、児湯第8牧場、児湯第9牧場、児湯第10牧場、児湯第11牧場、児湯第12牧場、児湯第13牧場、鹿児島牧場、鹿児島第2牧場、八重山牧場
- 食品本部（38名）
- 経理部（5名）
- 総務部（18名）

## 口蹄疫の不適切対応
2010年（平成22年）におこった口蹄疫の問題に関して、宮崎県の検証委員会は2011年（平成23年）1月18日、複数の牛に発熱やよだれや潰瘍などの症状を確認したが県が聞き取り調査を実施するまで通報せず、獣医師がすべき家畜への投薬が一般従業員により日常的におこなわれていたという家畜伝染病予防法に違反している不適切な対応があったとして指導を行う方針を固め、2011年（平成23年）3月3日に、症状の通報が遅れたなどとして文書で厳重注意し、3月17日までに改善計画を提出するよう指導している。これに対して安愚楽牧場は「真摯に受け止め、改善策をさらに進めたい」とコメントした。
2010年（平成22年）4月24日に異常を家畜保健衛生所へ通報し、宮崎県で7例目扱いになって牛725頭が殺処分された川南町の安愚楽牧場・児湯牧場に対し、宮崎県の検証委は、通報前の4月8日には食欲不振の牛が確認されていたことや、通報した際、既に半数程度の牛が発症していたことを指摘し、「農場は4月9日以降に感染がまん延状態になった」と述べ、安愚楽牧場が口蹄疫感染の初発になった可能性にも言及している。
これについて地元紙は、『川南町の安愚楽牧場・児湯牧場が、都農町の第1例発表である2010年（平成22年）4月21日の約2週間前である4月はじめ、口蹄疫の疑いのある牛を発見したにもかかわらず約1か月間も事実を隠ぺいしており、700頭の牛のうち多くが同じような症状になったこと』『上層部が、4月10日頃に「胃腸薬でも飲ませておけ」と約200頭分の胃腸薬を注文し牛に飲ませ、その後、今度は口蹄疫に効くかもしれないとペニシリン系の薬を大量発注して牛に接種し、さらには都農町の第一種感染の一報の後、胃腸薬とペニシリン系の薬を大量発注した領収書がなくなっていたこと』『当時、都農町で発生した口蹄疫感染牛の一報が伝わっていた4月20日に、そのうちの一頭が死亡し、上層部が21日に死体をトラックに載せ西都市の自社牧場へ移動させ、牛を西都市で死んだことにして業者に引き取らせようと画策し、同時にコンピュータ内のデータを4月16日死亡と改ざんしたこと』『口蹄疫の死体は家畜防疫員の許可を受けなければ、他の場所に移し、損傷し、解体してはならないという家畜伝染病予防法の禁止事項があるにもかかわらず、4月18日頃、川南町の第7牧場から口蹄疫感染の疑いのある牛5頭を10トントラックに載せ、えびの市の預託農家に向かい、そこでさらに10頭を載せて県外へ出荷しており、その10日後にあたる4月28日、えびの市の安愚楽牧場の預託農家から感染牛が出ているが、牛の潜伏期である6日～7日から計算して、ほぼ一致することから、これも安愚楽牧場が原因だった可能性があると関係者が証言していること』『えびの市で感染牛が発見された当時、えびの市は搬出制限の区域外にあったが、えびの市で感染牛が出たのは全て安愚楽牧場の預託農家であり、これについて農林水産省が「移動規制を敷く以前に牛の移動があったのが感染原因では」と述べたこと』などを報道しており、口蹄疫が発生したとき別の安愚楽牧場の農場にいた元従業員の男性も「当時の経営はかなりずさんだった」「上司は口蹄疫が疑われる症状を見つけても隠そうとしていた。投薬もやっていいと会社から言われていたので、疑問を持たず当たり前にやっていた」と述べている。

## 刑事事件への発展
2011年の東日本大震災の影響により解約者が続出。経営が悪化し、民事再生法を申請するも2011年11月破産宣告がなされる。
その2年後の2013年、三ヶ尻ら旧経営幹部3人が契約を結ぶ際に事実とは異なる説明をして顧客を勧誘したとされる「不実の告知」による特定商品預託法違反の容疑で逮捕された。経営破たん前に2010年9月から2011年7月にかけて実在しない牛の識別番号を記載した契約書を送付して、出資者を勧誘したとされる。実際には保有する繁殖牛が少ないのにもかかわらず、1頭につき複数の番号を取り付けて頭数を水増しし、パンフレットにも「牛は本当にいます」と虚偽の記載や説明を行っていた。オーナーに送っていた事業報告書は9-10万頭がいると説明しているが、実際は6万頭にしかすぎなかった。
元幹部1人は不起訴になったものの、三ヶ尻と元幹部1人を2件の特定商品預託法違反を起訴。その後で、捜査当局はより重い詐欺罪での立件を目指したが、出資を呼びかけていた安愚楽牧場には事業実体があり、投資対象の繁殖牛を金融商品と同様に扱っており、破綻直前まで経営改善に努めていたとして、嫌疑不十分の不起訴処分となった。東京地裁は2件の特定商品預託法違反の併合罪で三ヶ尻に懲役2年10月（求刑懲役3年）、元幹部1人に懲役2年4月（求刑懲役3年）の有罪判決を言い渡した。
一部の被害者らは詐欺罪の不起訴について2014年1月に検察審査会を不服申し立てを行い、2014年4月に東京検察審査会は詐欺罪の不起訴不当を議決した。